# 甘良臣
甘良臣（？年—1648年），渾名黑五子，四川鄰水縣人，崇禎八年任新河口守備，崇禎十年任大同新平堡參將，十二年補宣府西協副將，崇禎十二年到十四年間由西協副將陞四川總兵。
崇禎十六年駐兵營山地方，縱兵掠民，拷打捜括。順治三年，其姪曾孫甘明廳駐兵營山翠屏山，刼掠如故，民甚怨，爲義兵所殺。
順治二年三月，樊一蘅讓其率領楊展等人進攻敘州，南明時期封爲靖景伯。
同年，駐守廣安岳池等處地方，復縱兵肆掠。
順治三年，爲搖黃所敗，回鄰水練兵自守，八年降清，歿後追封武德將軍。
鄰水縣城內北街有為其所立“天朝名帥坊”。